# Romsey
Romsey (engelskt uttal: [ˈrɒmzi]) är en stad och civil parish i grevskapet Hampshire i södra England. Staden ligger i distriktet Test Valley, cirka 12 kilometer nordväst om Southampton och cirka 22,5 kilometer sydost om Salisbury. Tätorten (built-up area) hade 19 912 invånare vid folkräkningen år 2021. Romsey nämndes i Domedagsboken (Domesday Book) år 1086, och kallades då Romesy.